# Liste deutscher Bezeichnungen dänischer Orte
Liste dänischer und deutscher Ortsnamen von Orten in Dänemark. Die wichtigsten Städte und Orte, die heute einen häufig verwendeten deutschen Namen haben, sind fett dargestellt.
Historische Bezeichnungen, die im allgemeinen Gebrauch nicht mehr üblich sind (teilweise aber im historischen), werden kursiv dargestellt.
Die allermeisten Orte finden sich in Nordschleswig/Südjütland, das 1864 (1866) bis 1920 der Provinz Schleswig-Holstein in Preußen gehörte. Das dänische Herzogtum Schleswig wurde schon vom 14. Jahrhundert zunehmend auf Deutsch verwaltet, erst von der holsteinischen Adelsfamilie Schauenburg, ab 1460 vom dänischen König als Herzog, 1523–1848 durch die Kopenhagener Deutsche Kanzlei.

## A
- Aarö: Årø
- Aarhaus (auch Arenhusen): Aarhus
- Abel: Abild
- Aerö, Ärö, Arrö: Ærø
- Aalburg: Aalborg
- Alsen: Als
- Alsleben: Alslev
- Apenrade: Aabenraa
- Apenrader Förde: Aabenraa Fjord
- Arnau: Arnå
- Arsleben: Årslev
- Augustenburg: Augustenborg

## B
- Bau: Bov
- Baulund: Bovlund
- Baurup: Bovrup
- Behrendorf: Bjerndrup
- Beken: Bækken
- Bollersleben: Bolderslev
- Broacker: Broager
- Bröndersleben: Brønderslev
- Buhrkall: Burkal
- Bülderup: Bylderup
- Bülderup-Bau: Bylderup-Bov

## D
- Dänemark: Danmark
- Dünnewitt: Dyndved
- Düppel: Dybbøl

## E
- Ekensund: Egernsund
- Emmerleff: Emmerlev
- Errigstedt: Errested
- Esberg:  Esbjerg

## F
- Fanö: Fanø
- Färöer: Færøerne (färöisch: Føroyar)
- Fauderup: Fogderup oder Foverup
- Fauerwraa: Favrvrå
- Feldstedt: Felsted
- Fehmarnbelt: Femer Bælt, ab 2001 auch: Femern Bælt[1]
- Flauth: Flovt
- Flensburger Förde: Flensborg Fjord
- Foburg: Fåborg
- Friederichsberg: Frederiksberg
- Friedrichskirche: Frederiks
- Friedrichshöh: Grönhöj
- Friedrichssund: Frederikssund
- Freileben: Skeldegaard
- Fröslee: Frøslev
- Fünen: Fyn
- Fünenshaff: Fynshav

1. ↑  Der neue Name Femern Bælt wurde eigenmächtig von der Dänischen Sprachkommission eingeführt, obwohl er bis dahin keinen Beleg im Dänischen hatte. – (Advarer mod bro over Femern Bælt, DR, 7. November 2004)

## G
- Geilau: Gejl Å
- Gramm: Gram
- Gravenstein: Gråsten
- Grönland: Grønland
- Großer Belt: Storebælt
- Grüngrift: Grøngrøft

## H
- Haberslund: Hovslund
- Hadersleben: Haderslev
- Haderslebener Damm: Haderslev Dam
- Haderslebener Förde: Haderslev Fjord
- Haderslebener Ness: Haderslev Næs
- Hagenberg: Havnbjerg
- Hedenstedt: Hedensted
- Hirschsprung: Hjortspring
- Hirschholm: Hørsholm
- Hoenschnap: Hønsnap
- Höruphaff: Høruphav
- Hoist: Højst
- Holbek: Holbæk
- Holebüll: Holbøl
- Hoyer: Højer
- Humelbeck: Humlebæk
- Hvidding: Hviding

## J
- Jerpstedt: Hjerpsted
- (Groß/Klein) Jündewatt: (Store/Lille) Jyndevad
- Jütland: Jylland
- Jyllingen: Jyllinge

## K
- Kadetrinne: Kadetrenden
- Kalundburg: Kalundborg
- Kekenis: Kegnæs
- Kitschelund: Kiskelund
- Kleiner Belt oder das Belt: Lillebælt
- Königsau: Kongeå
- Kopenhagen (auch Kaufmannshafen): København
- Krusau: Kruså

## L
- Laygaardholz (bei Gravenstein): Ladegaardskov
- Leerschau: Lerskov
- Lügumkloster: Løgumkloster
- Loit: Løjt
- Loitwitt: Løjtved
- Lovrup: Laurup
- Lysabbel: Lysabild

## M
- Medolden: Mjolden
- Meels: Mjøls
- Mögeltondern: Møgeltønder

## N
- Nalmaibrück: Naldmadebro
- Nieburg: Nyborg
- Norburg: Nordborg, ehemals auch Nørborg
- Norderenleben: Nørre Ønlev
- Norderlügum: Nørre Løgum
- Norderschmedeby: (Nørre) Smedeby
- Nordjütland: Nordjylland (nördliches Jütland)
- Norderjütland: Nørrejylland (Jütland nördlich der Königsau)
- Nordschleswig: Nordslesvig, gebräuchlicher heute: Sønderjylland
- Nordsee: Vesterhavet oder Nordsøen
- Nordseeland: Nordsjælland
- Nübel: Nybøl Sogn, Kirchspielsgemeinde in Nordschleswig in Dänemark
- Nübeler Noor: Nybøl Nor

## O
- Ochseninseln: Okseøer
- Ochsenweg: Oksevej, Hærvej
- Osterlügum: Øster Løgum
- Ostjütland: Østjylland
- Ostsee: Østersøen
- Ottensee: Odense
- Oxbüll: Oksbøl (Als)
- Oxenwatt: Oksenvad

## P
- Pattburg: Padborg
- Pepersmark: Pebersmark

## Q
- Quars: Kværs
- Quorp: Korup

## R
- Randershof: Rønshoved
- Rapstedt: Ravsted
- Ringstedt: Ringsted
- Rinkenis: Rinkenæs
- Ripen: Ribe
- Röm: Rømø
- Röschild oder Rothschild: Roskilde
- Rothenkrug: Rødekro

## S
- Sauerbek: Surbæk
- Saxburg: Saksborg
- Schads: Sønder Skast
- Schafhaus: Fårhus
- Schanderburg: Skanderborg
- Scheidebach: Skelbæk
- Schelde: Skelde
- Scherrebek: Skærbæk
- Schlagelsee: Slagelse
- Schliefsee: Slivsø
- Schnabek: Snogbæk
- Schottburg: Skodborg
- Schottsbüll: Skodsbøl
- Schwenburg: Svendborg
- Sebbelau: Sebbelev
- Seegaard: Søgård
- Seeland: Sjælland
- Seeth (bei Tondern): Sæd
- Sonderburg: Sønderborg
- Stranderott: Stranderød
- Süderballig: Sønderballe
- Süderenleben: Sønder Ønlev
- Süderhaff: Sønderhav
- Süderjütland, Südjütland: Sønderjylland
- Der Sund, Öresund: Øresund
- Sundewitt: Sundeved

## T
- Thorshafen: Thorshavn (färöisch: Tórshavn)
- Tingleff: Tinglev
- Toftlund: Toftlund
- Tondern: Tønder
- Tüchschau: Tyvse (früher Tyksov)

## U
- Uberg: Ubjerg
- Uk: Uge

## V
- Viktoriabad: Kelstrup Strand
- Vordingburg: Vordingborg

## W
- Warnitz: Varnæs
- Westjütland: Vestjylland
- Wiburg: Viborg
- Wiby: Vibøge
- Wiedau: Vidå
- Wirlau: Hvirlå
- Wonsbek: Vonsbæk
- Woyens: Vojens